# Riewielskij
Riewielskij (ros. Ревельский) – chutor w zachodniej Rosji, w sielsowiecie gustomojskim rejonu lgowskiego w obwodzie kurskim.

## Geografia
Miejscowość położona jest w dorzeczu Sejmu (lewy dopływ Desny), 14 km od centrum administracyjnego sielsowietu (Gustomoj), 23 km na północny zachód od centrum administracyjnego rejonu (Lgow), 86 km na zachód od Kurska, 16 km od drogi regionalnego znaczenia 38K-017 (Kursk – Lgow – Rylsk – granica z Ukrainą) – część trasy europejskiej E38.
W chutorze znajduje się 1 posesja.
Klimat
Miejscowość, jak i cały rejon, znajduje się w strefie klimatu kontynentalnego z łagodnym ciepłym latem i równomiernie rozłożonymi opadami rocznymi (Dfb w klasyfikacji klimatów Köppena).

## Demografia
W 2010 r. chutornie była zamieszkana.